# Werwolf
Werwolf, término también utilizado frecuentemente como Wehrwolf o Werewolf, fue la palabra para describir el plan nazi ideado en 1944, antes del final de la Segunda Guerra Mundial para la creación de una fuerza irregular que ayudaría a la Wehrmacht en la defensa de Alemania, por medio de una guerra de guerrillas contra los Aliados. El término «Werwolf» es la traducción alemana de hombre lobo, además de un juego de palabras con «Wehrwolf» («lobo de defensa»). Werwolf fue la denominación más usada para el movimiento, aunque Wehrwolf también fue utilizada en algunas ocasiones. El nombre remite al título de una novela sobre la guerra de los Treinta Años escrita en 1914 por Hermann Löns, autor reverenciado por los nazis debido a sus ideas nacionalistas.

## Planes
El primer propósito de la Werwolf era actuar como una guerrilla o "resistencia armada" para atacar e interrumpir la logística, y moral de los ejércitos enemigos que avanzaban sobre suelo alemán, idea que formuló primero Martin Bormann y que fue secundada por Heinrich Himmler, quien logró el asentimiento de Adolf Hitler para este plan. El SS Obergruppenführer (Teniente General) Hans Prutzmann fue nombrado Generalinspekteur für Spezialabwehr («Inspector General de la Defensa Especial»), y se le asignó la tarea de montar el Cuartel General del movimiento en Berlín, además de la instrucción y organización de las tropas. Prutzmann había estudiado las tácticas de guerrilla usadas por los partisanos soviéticos mientras se encontraba en los territorios ocupados de Ucrania, y su meta era enseñar a los miembros de la Werwolf esas mismas tácticas.
Las tácticas usadas por la organización consistían teóricamente en ataques de francotiradores, incendios, sabotaje y asesinatos, pero siempre en coordinación con el estado mayor de las tropas regulares situadas en un territorio determinado, por lo cual el «Werwolf» no estaba destinado a poseer la autonomía operativa de una verdadera guerrilla para elegir oportunidades y blancos, como hacían los partisanos que habían combatido los mismos alemanes en la Europa ocupada. El plan original de Himmler incluía puntos como la producción de explosivos caseros con materiales tan simples como una lata de comida y lapiceros para los detonadores, o el entrenamiento personal de cada agente para, usando únicamente un metro de cuerda, «precipitarse en una torre de guardia y estrangular al centinela con un rápido movimiento». 
Se suponía, según los archivos nazis capturados, que los agentes de la organización tenían a su disposición una gran variedad de armas, desde abrigos ignífugos hasta pistolas Walther con silenciador, pero en realidad la Werwolf nunca dispuso de tal equipamiento, ni de la organización necesaria para operar de modo efectivo pues la prioridad de la industria armamentística era suministrar a la Wehrmacht y no fabricar artefactos para un cuerpo recién creado que parecía una mezcla de guerrilla y tropa de choque. Para colmo, el mando superior de la Werwolf no había previsto qué harían sus integrantes en caso de una derrota alemana, por lo cual ni siquiera existían planes para sustentar una guerra de guerrillas en caso de desaparecer la autoridad central del Reich.
El contenido ideológico de las Werwolf se basó principalmente en el discurso del Secretario de Estado del Ministerio de Propaganda, Werner Naumann, emitido el 23 de marzo de 1945 en la Hofbräuhaus de Múnich. Este discurso fue publicado por el régimen nazi como un folleto titulado "Capitular, ¡nunca!", en el que exhortaba a cada alemán a luchar hasta la muerte contra las tropas enemigas, pero sin especificar qué correspondía hacer en territorio alemán ya ocupado por las fuerzas extranjeras. La desarticulación parcial de la Werwolf, combinada con los efectos de este discurso, causó una gran confusión acerca de cuáles de los ataques posteriores eran realmente obra de la Werwolf, y cuáles eran acciones individuales de fanáticos nazis, o de pequeños grupos de las SS que deseaban apenas evitar su captura.

## Actividad
Originalmente el Werwolf tenía entre 200 a 5000 miembros reclutados de las SS y las Juventudes Hitlerianas, especialmente aquellos que tenían entrenamiento acerca de tácticas de guerrilla. Incluso se llegó hasta el punto de establecer compañías en el frente para asegurar que hubiera tropas dedicadas a seguir combatiendo aunque las zonas donde operaban quedasen bajo ocupación, pero los reclutas carecían de armamento para ejecutar operaciones bélicas serias, siendo que tanto oficiales de la Wehrmacht como de las Waffen SS rehusaban entregar municiones y equipos a "unidades juveniles" de dudoso valor práctico. Inclusive, casi todas estas "compañías Werwolf" fueron descubiertas y neutralizadas por aliados y soviéticos apenas concluida la guerra, antes que pudieran ejecutar ataque alguno. 
En las últimas semanas de lucha algunos jefes del Partido Nazi hicieron intentos desorganizados para enterrar explosivos, munición y armas en diferentes zonas del país, principalmente en la antigua frontera entre Alemania y Polonia, para ser usadas por la Werwolf en sus acciones de resistencia y sabotaje en caso de que la región fuera ocupada por el Ejército Rojo. Pero no sólo las cantidades de material bélico escondido eran ínfimas para realizar algún sabotaje de importancia, sino que además el propio movimiento Werwolf estaba ya tan desorganizado que muy pocos de sus miembros sabían dónde estaban los "arsenales", menos aún conocían cómo usar las armas, o qué instrucciones seguir si se hallaban en territorio bajo ocupación enemiga. 
Tampoco existían órdenes sobre qué debían hacer los jóvenes de la Werwolf en caso de que la Wehrmacht capitulara y -con ello- desapareciera la jefatura militar que debía darles instrucciones (como sucedió en efecto tras el 8 de mayo de 1945), pues desde el inicio los líderes nazis expresaron que las actividades de la Werwolf debían sujetarse a órdenes superiores emitidas por el OKH y el OKW, al extremo que el propio Hitler jamás había admitido el escenario de una derrota alemana sino hasta los últimos días de la guerra. 
De hecho, a diferencia de los partisanos yugoslavos o los maquisards franceses, los efectivos del Werfolf no tenían instrucciones para ejecutar actos concretos de sabotaje o guerrilla sin órdenes superiores, ni cómo operar en zonas ya dominadas por el enemigo. Ante la confusión y la ausencia de órdenes concretas, numerosos reclutas del Werwolf simplemente abandonaron sus actividades y se unieron a la retirada masiva de las tropas regulares germanas hacia el oeste. Realmente casi ningún "arsenal clandestino" fue usado por la Werwolf, y casi todos los improvisados depósitos en el este de Alemania fueron encontrados intactos por tropas soviéticas.

## Operaciones atribuidas
La única víctima importante y comprobada de la Werwolf fue Franz Oppenhoff, el nuevo alcalde puesto por los aliados de la ciudad de Aquisgrán (ocupada por los Aliados), que fue asesinado en el exterior de su casa en marzo de 1945. 
Otras presuntas víctimas fueron:
- Mayor John Poston, oficial británico de enlace del Mariscal de Campo Bernard Law Montgomery. Fue asesinado por unos asaltantes sin identificar antes de la rendición de Alemania.
- Coronel general Nikolái Berzarin, Comandante soviético de la guarnición de Berlín, asesinado el 16 de junio de 1945, pero los informes soviéticos afirmaban que Berzarin murió en un accidente de tráfico, mientras los civiles berlineses atribuyeron la muerte a una conjura de la NKVD debido al buen trato dispensado por Berzarin a la población civil superviviente.

La propaganda radiofónica de la Werwolf también reivindicó en abril de 1945 la muerte del mayor general Maurice Rose, el oficial estadounidense de mayor rango en caer en suelo europeo en toda la guerra (y, sin saberlo, el oficial judío de mayor rango y el comandante de tanques más decorado del ejército aliado), aunque realmente Rose murió a manos de soldados regulares alemanes cuando su vehículo se encontró con un blindado germano
Algunos autores afirman que la Werwolf realizó varias masacres de civiles y algunos ataques contra las tropas soviéticas en Polonia, pero no hay pruebas de esto. Se dice que el ataque más brutal llevado a cabo por la Werwolf en las zonas occidentales de la ocupación fue un bombardeo en Bremen que acabó con la vida de 44 personas, pero más bien parece que el artefacto fue una bomba defectuosa dejada en una incursión aérea que explotó por accidente (todavía hoy se encuentran en las ciudades alemanas bombas defectuosas de la Segunda Guerra Mundial que nunca estallaron).
Un aspecto de la Werwolf que a menudo se pasa por alto es que el componente de las Juventudes Hitlerianas fue también responsable del desarrollo, por parte de los jóvenes, de un nuevo movimiento político que tenía el objetivo de sobrevivir a la guerra y que fue llamado neonazismo. Algunos grupos alemanes neonazis actuales se autodenominan Werwolf o Wehrwolf.

## La Werwolf en la ficción
En el manga Hellsing, una organización secreta británica lucha contra un batallón nazi llamado Millennium, con sede en Brasil, que se exilió allí durante la caída del Tercer Reich en los últimos momentos de la Segunda Guerra Mundial. Algunos de sus oficiales son mencionados como miembros de la Werwolf y combaten contra los británicos usando un batallón de vampiros creados artificialmente. Uno de los miembros de Millennium, El Capitán, es un hombre lobo.
En la película Verboten! de 1960, dirigida por Samuel Fuller la trama se centra en su parte final en la constitución de un grupo guerrillero Werwolf en una pequeña ciudad alemana ocupada por los americanos.
En una película de 1977 protagonizada por Peter Cushing, Shock Waves, el argumento gira en torno a los "supersoldados" de la Werwolf. Además, la introducción de la película exalta exageradamente las habilidades y el temor hacia estos soldados.
En otra película, Europa, de Lars von Trier en 1991, los planes terroristas de la Werwolf tienen un papel predominante en la historia.
En la película de 2019, Viviendo con el enemigo (The Aftermath), protagonizada por Keira Knightley. las Fuerzas Británicas establecidas en Alemania después del fin de la guerra y que están encargadas de reconstruir la ciudad destrozada de Hamburgo se ven obligadas a lidiar con las violentas actividades insurgentes de Werwolf.